# Логичка последица
Логичка последица (такође повластица) је фундаментални концепт у логици који описује однос између изјава које су истините када једна изјава логички следи из једне или више изјава. Ваљани логички аргумент је онај у којем закључак произилази из премиса, јер је закључак последица премиса. Филозофска анализа логичке последице укључује питања: "У ком смислу закључак следи из његових премиса?" и "Шта значи да закључак буде последица премиса?" Сва филозофска логика има за циљ да пружи приказе природе логичке последице и природе логичке истине.
Логичка последица је неопходна и формална, путем примера који се објашњавају формалним доказом и моделима интерпретације. За реченицу се каже да је логичка последица скупа реченица, за дати језик, ако и само ако, користећи само логику (тј. без обзира на личне интерпретације реченица), реченица мора бити истинита ако је свака реченица у скупу истинита.
Логичари праве прецизне рачуне о логичким последицама у вези са датим језиком {\displaystyle {\mathcal {L}}}, било конструисањем дедуктивног система за {\displaystyle {\mathcal {L}}} или формално намењеном семантиком за језик {\displaystyle {\mathcal {L}}}. Пољски логичар Алфред Тарски идентификовао је три карактеристике адекватне карактеризације повластице:
(1) Релација логичке последице се ослања на логичку форму реченица;
(2) Релација је а приори, тј. може се одредити са или без обзира на емпиријске доказе (чулно искуство); и
(3) Релација логичке последице има модалну компоненту.